# Las Mercedes (San Cristóbal de La Laguna)
Las Mercedes é  uma entidade populacional pertencente ao município de San Cristóbal de La Laguna, na ilha de Tenerife, Canárias, Espanha. Administrativamente faz parte da Zona 6 do município.

## Demografia
| Variação demográfica de Las Mercedes entre 2000 e 2020 | Variação demográfica de Las Mercedes entre 2000 e 2020 | Variação demográfica de Las Mercedes entre 2000 e 2020 | Variação demográfica de Las Mercedes entre 2000 e 2020 | Variação demográfica de Las Mercedes entre 2000 e 2020 | Variação demográfica de Las Mercedes entre 2000 e 2020 | Variação demográfica de Las Mercedes entre 2000 e 2020 | Variação demográfica de Las Mercedes entre 2000 e 2020 | Variação demográfica de Las Mercedes entre 2000 e 2020 | Variação demográfica de Las Mercedes entre 2000 e 2020 | Variação demográfica de Las Mercedes entre 2000 e 2020 | Variação demográfica de Las Mercedes entre 2000 e 2020 | Variação demográfica de Las Mercedes entre 2000 e 2020 | Variação demográfica de Las Mercedes entre 2000 e 2020 | Variação demográfica de Las Mercedes entre 2000 e 2020 | Variação demográfica de Las Mercedes entre 2000 e 2020 | Variação demográfica de Las Mercedes entre 2000 e 2020 | Variação demográfica de Las Mercedes entre 2000 e 2020 | Variação demográfica de Las Mercedes entre 2000 e 2020 |
| ------------------------------------------------------ | ------------------------------------------------------ | ------------------------------------------------------ | ------------------------------------------------------ | ------------------------------------------------------ | ------------------------------------------------------ | ------------------------------------------------------ | ------------------------------------------------------ | ------------------------------------------------------ | ------------------------------------------------------ | ------------------------------------------------------ | ------------------------------------------------------ | ------------------------------------------------------ | ------------------------------------------------------ | ------------------------------------------------------ | ------------------------------------------------------ | ------------------------------------------------------ | ------------------------------------------------------ | ------------------------------------------------------ |
| 2000                                                   | 2001                                                   | 2002                                                   | 2003                                                   | 2004                                                   | 2005                                                   | 2006                                                   | 2007                                                   | 2008                                                   | 2009                                                   | 2010                                                   | 2011                                                   | 2012                                                   | 2013                                                   | 2014                                                   | 2015                                                   | 2017                                                   | 2018                                                   | 2019                                                   |
| 1 078                                                  | 1 090                                                  | 1 114                                                  | 1 147                                                  | 1 151                                                  | 1 194                                                  | 1 202                                                  | 991                                                    | 1 001                                                  | 1 006                                                  | 1 014                                                  | 1 046                                                  | 1 068                                                  | 1 068                                                  | 1 070                                                  | 1 054                                                  | 1 045                                                  | 1 038                                                  | 1 034                                                  |